# EMT Luna X-2000
Luna X 2000 – niemiecki, rozpoznawczy, bezzałogowy aparat latający (UAV – ang. Unmanned Aerial Vehicle) opracowany pod koniec lat 90. XX wieku przez bawarską firmę EMT, przeznaczony do działań podczas dnia i nocy. Aparat wykorzystywany jest przez niemieckie siły zbrojne.

## Konstrukcja
Luna zbudowana jest z kompozytów z dwucylindrowym, dwusuwowym silnikiem spalinowym umieszczonym w specjalnej nadkadłubowej gondoli, napędzającym śmigło pchające. Aparat posiada kolorową kamerę TV wykorzystującą technologię CCD oraz stabilizowaną trójosiowo platformę obserwacyjną, na której mogą być montowane kamera podczerwieni (obraz z kamer przekazywany jest w czasie rzeczywistym do stanowiska kontroli lotu znajdującego się na ziemi), aparatura ECM (Electronic countermeasures – system przeciwdziałania radiolokacyjnego) lub ESM (Electronic Support Measures  – system wykrywania, lokalizacji, identyfikacji, nagrywania i analizy sygnałów elektromagnetycznych). Luna startuje z katapulty, w której początkową prędkość nadaje Lunie rozciągnięta guma. Aparat ląduje na spadochronie. Lot może przebiegać w pełni autonomicznie po wcześniejszym zaprogramowaniu trasy i wykorzystaniu danych z odbiornika GPS znajdującego się na pokładzie, jak również aparat może być sterowany ze stanowiska naziemnego.

## Służba
Luna znajduje się na uzbrojeniu jednostek lądowych armii niemieckiej, została wykorzystana bojowo podczas misji KFOR w Kosowie w 2000 roku następnie w Afganistanie i Macedonii.